# سلاتینا (ناحیه کلاتووی)
سلاتینا (به چکی: Slatina) یک منطقهٔ مسکونی در جمهوری چک است که در ناحیه کلاتووی واقع شده‌است. سلاتینا ۵٫۶۴ کیلومتر مربع مساحت و ۱۰۵ نفر جمعیت دارد و ۴۳۰ متر بالاتر از سطح دریا واقع شده‌است.